# Batalha de Jemappes
A Batalha de Jemappes, travada a 6 de Novembro de 1792, durante as Guerras Revolucionárias Francesas, foi um confronto entre as tropas francesas sob o comando do General Dumouriez, e as tropas austríacas sob o comando do Alberto de Saxe-Teschen. A vitória francesa foi a primeira numa acção ofensiva desde o início das hostilidades.

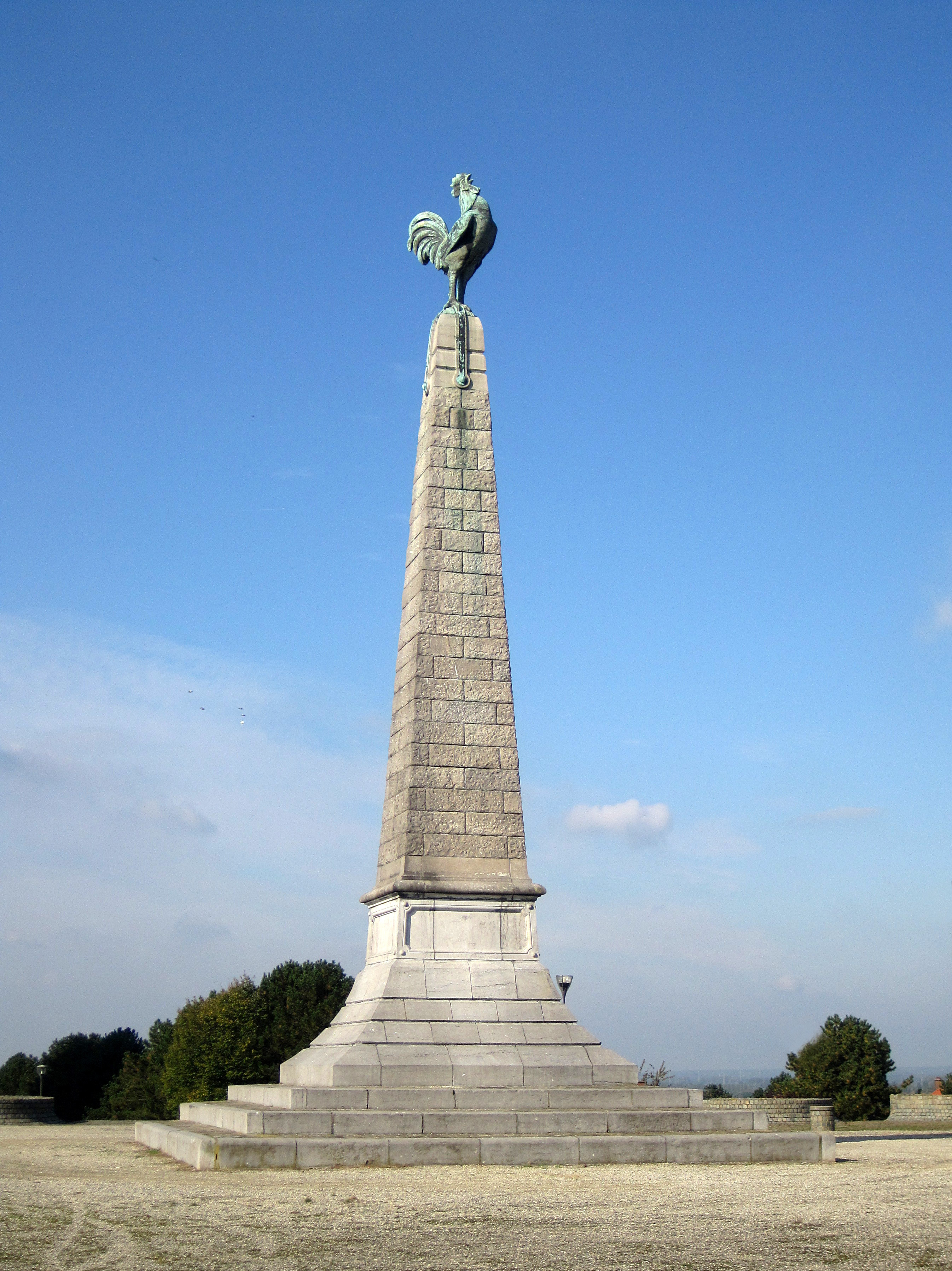
O monumento da batalha Jemappes.

## Antecedentes
A Revolução Francesa tinha retirado a maioria dos poderes ao rei, Luís XVI. Parte da nobreza francesa tinha começado a emigrar e muitos, os émigrés, encontravam-se na Prússia e no Arquiducado da Áustria. Os tumultos sucediam-se na capital francesa e, de igual forma, a repressão. Luís XVI tentou a fuga mas foi preso em Varennes-en-Argonne. Uma manifestação para exigir a queda da monarquia provocou o Massacre do "Champ de Mars". Aproximava-se a data da aprovação da Constituição. Frederico Guilherme II da Prússia e Leopoldo II da Áustria, irmão da rainha Maria Antonieta, em reunião no Castelo de Pillnitz, na Saxónia, redigiram uma declaração, conhecida como Declaração de Pillnitz, na qual pediam que fossem restituídos os poderes a Luís XVI e faziam um apelo às potências europeias para agirem antes que as ideias da Revolução Francesa se expandissem para os seus reinos. Convidaram essas potências a unirem-se com a finalidade de restaurar o poder monárquico em França. Alguns países concordaram em começar a organizar contingentes militares para responderem a este apelo mas o Reino Unido declinou o convite.
Em Setembro de 1791 foi aprovada a constituição francesa e a 1 de Outubro desse ano reuniu-se a Assembleia Legislativa. Apesar disto, a situação interna em França continuou a deteriorar-se e os primeiros meses de 1792, em Paris, foram de tumultos provocados pela fome que ali se fazia sentir. No dia 7 de Fevereiro desse ano, a Prússia e a Áustria estabeleceram uma aliança militar. Pressionados pelos émigrés, os governos destas duas potências esperavam tirar vantagem militar e política do caos que então se verificava em França e começaram a movimentar tropas em direcção à fronteira. Pouco depois, juntou-se a esta aliança o Reino da Sardenha (Piemonte). O alarme que esta situação provocou levou a França, a 20 de Abril de 1792, a declarar a guerra à Áustria, à Prússia e ao Piemonte.
Foi organizado um Exército Aliado, sob o comando de Karl Wilhelm Ferdinand, Duque de Brunswick. No dia 25 de Julho de 1792, Brunswick publicou uma proclamação, que ficou conhecida como Manifesto de Brunswick, na qual estipulava que, se a família real francesa não fosse prejudicada, então os Aliados não prejudicariam os civis franceses nem seriam autorizados saques das cidades; no entanto, se a família real fosse sujeita a actos de violência ou de humilhação, os aliados atacariam Paris. Imediatamente se verificaram combates ao longo da fronteira com a Flandres. O Exército Francês, desorganizado pela Revolução, foi facilmente repelido pelas tropas austríacas nos primeiros combates. Estas primeiras derrotas foram vistas no exterior de França como um sinal de que este país já não tinha um exército capaz de cumprir as suas missões.
Apesar do estado a que o exército tinha chegado com os excessos revolucionários, na Batalha de Valmy os Franceses salvaram a Revolução com relativamente poucas baixas. O moral subiu e foram iniciadas as acções ofensivas. Na Alsácia, o General Custine capturou Mayence, uma importante testa de ponte na margem direita do Reno, e continuou em direcção a Frankfurt. No Sul, as tropas francesas conquistaram Saboia e Nice e, no Norte, Dumouriez renovou a invasão da Bélgica.

## As forças em presença

### Forças francesas
O Armée de l'Argonne era comandado pelo General Charles François Dumouriez que, frequentemente se referia a este corpo de tropas como Armée de la Belgique. No entanto, este nome nunca foi oficialmente reconhecido ou adoptado. Estas forças incluíam 63 batalhões de infantaria (40 mil baionetas), 27 esquadrões de cavalaria (3 mil sabres) e 100 bocas de fogo de artilharia. Era uma mistura de unidades de regulares, de voluntários e de guardas nacionais. Estas forças tinham a seguinte ordem de batalha:

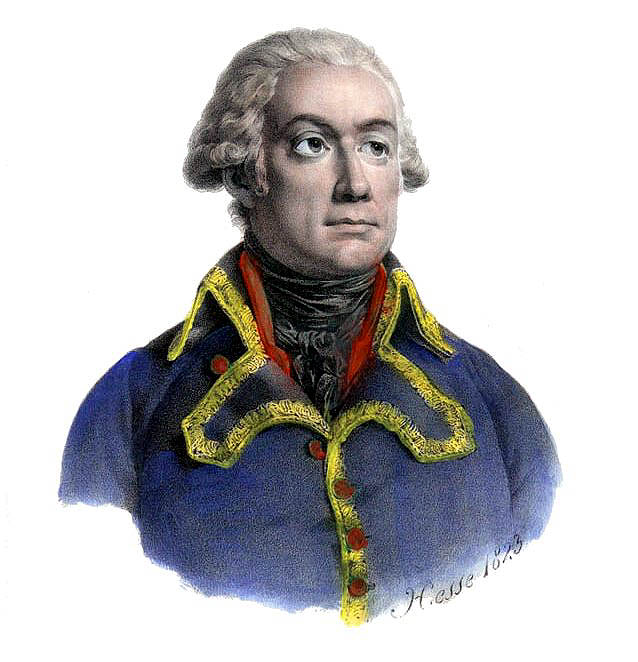
General Charles François Dumouriez, o comandante militar das forças vitoriosas em Jemappes

- Ala direita: Tenente-general Pierre de Ruel, marquês de Beurnonville

¤ Centro: Maistre de Champ Auguste Dampierre
¤ Flanco esquerdo: General Henri Stengel
¤ Flanco direito: General Joseph Miaczynski
- Ala esquerda: General Jean Henri Becays Ferrand
Cada brigada tinha 3 ou 4 batalhões.

¤ Primeira Linha:
→ 1.ª Brigada: General de Brigada François Drouet
→ 2.ª Brigada: General de Brigada Jean Forest
→ 3.ª Brigada: Ferrand
→ 4.ª Brigada: General Jean Alexandre Ihler
→ 5.ª, 6.ª, 7.ª e 8.ª Brigadas: desconhecido (Luís Filipe de Orléans tinha um comando.)
¤ Segunda Linha: General Pierre Blottefière
→ 10.ª Brigada: General Maximilien Stettenhofen
→ 9.ª, 11.ª, 12.ª, 13.ª, 14.ª, 15.ª e 16.ª Brigadas: desconhecido
¤ Reserva: General Louis-Charles de Flers
- Divisão do General Louis Auguste Juvénal des Ursins d'Harville

¤ Brigadas desconhecidas

### Forças austríacas

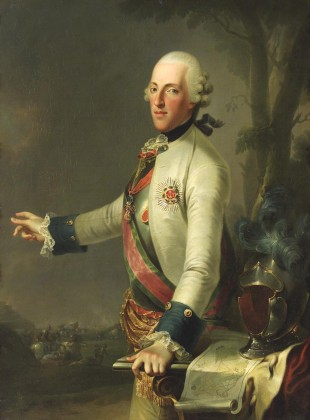
O príncipe Alberto da Saxónia, Duque de Teschen

As forças austríacas estavam sob o comando do Príncipe Alberto de Saxe-Teschen e tinham um efectivo muito mais reduzido: 11 625 baionetas, 2 168 sabres e 56 bocas de fogo de artilharia. Tinham a seguinte ordem de batalha:
- Ala direita: Feldmarschallleutnant[7] Franz Freiherr von Lillien

¤ Brigada do Brigadeiro-general Arquiduque Carlos da Áustria
→ Batalhão de Granadeiros Morzin
→ Batalhão de Granadeiros Barthodeiszsky
¤ Brigade doOberst Konrad Valentin von Kaim
→ Regimento de Infantaria nº 41 Bender (2 batalhões)
→ Regimento de Hussardos nº 16 Blankenstein (3 esquadrões)
¤ Forças atribuídas:
→ Freikorps Grün-Loudon
→ Freikorps O'Donell (7 companhias)
- Centro: Feldzeugmeister[8] Franz Sebastien Charles Joseph de Croix, Conde de Clerfayt

¤ Brigada do Major-General Stanislaus Mikovényi
→ Batalhão de Granadeiros Leeuven
→ Batalhão de Granadeiros Pückler
→ Regimento de Infantaria Würzburg (1 batalhão)
¤ Forças atribuídas:
→ Regimento de Dragões n.º 37 Coburg (4 esquadrões)
- Ala esquerda: Feldmarschallleutnant Johann Peter Beaulieu

¤ Brigada do Major-General Alexander von Jordis
→ Regimento de Infantaria n.º 17 Hohenlohe (1 batalhão)
→ Regimento de Infantaria n.º 18 Stuart (2 batalhões)
¤ Forças atribuídas:
→ Regimento de Hussardos n.º 16 Blankenstein (1 esquadrão)
→ Freikorps Sérvios (5 companhias)
- Reserva:

¤ Cavalaria: Major-General Lamberg
→ Regimento de Cavalaria Ligeira n.º 31 Latour (2 esquadrões)
¤ Infantaria:
→ Regimento de Infantaria n.º 17 Hohenlohe (1 batalhão)
→ Regimento de Infantaria n.º 42 Matheson (4 companhias)
→ Atiradores especiais do Tirol (5 companhias)

## O campo de batalha
Jemappes é, desde 1976, parte de Mons. Na época da batalha, era uma vila situada a 4 Km daquela cidade. Mons era uma peça importante do sistema defensivo austríaco mas as suas muralhas encontravam-se em estado muito degradado. Assim, os Austríacos decidiram posicionar as suas forças numa linha de alturas fortificada que formava um semi-círculo, a Oeste de Mons, que passava pelas vilas de Jemappes (antigamente escrevia-se Jemmapes), Quargnon e Cuesmes, o bosque de Flénu e o lugarejo de Bertaimont. À sua retaguarda estava a planície pantanosa e inundada onde corria os rios Hain e Troville. O percurso para a retaguarda tinha de ser feito sobre duas estradas em que as respectivas pontes garantiam a travessia daquela zona.

## A batalha
Os austríacos tinham adoptado o seguinte dispositivo:
→ Lillian colocou o Freikorps O'Donell em Jemappes; os restantes quatro batalhões de infantaria e os três esquadrões de hussardos encontravam-se à direita (Noroeste) de Jemappes;
→ Clerfayt tinha três batalhões de infantaria e quatro esquadrões de dragões frente a Cuesmes;
→ Beaulieu estendeu as suas forças até Mons: três batalhões de infantaria a sul de Bertaimont; o Freikorps Sérvio e o esquadrão de hussardos protegiam a sua esquerda;
→ A reserva encontrava-se posicionada em vários pontos à retaguarda estando um batalhão de infantaria em Mons.
Dumouriez dispunha de nítida superioridade numérica e ainda contava com o apoio de 4 mil homens e 15 bocas de fogo de artilharia sob comando do General François Harville que devia reforçar a ala direita. A sua infantaria incluía 13 batalhões de Voluntários de 1792, mas a maior parte dos seus oficiais eram soldados experientes. Entre eles encontrava-se um oficial conhecido como General Egalité, o futuro rei Luís Filipe I de França. Com estas forças, Dumouriez planeou executar um ataque em ambos os flancos seguido de um ataque ao centro das posições austríacas. Enquanto estas acções se desenrolavam, Harville devia capturar Mont Palisel com a finalidade de cortar a retirada austríaca.

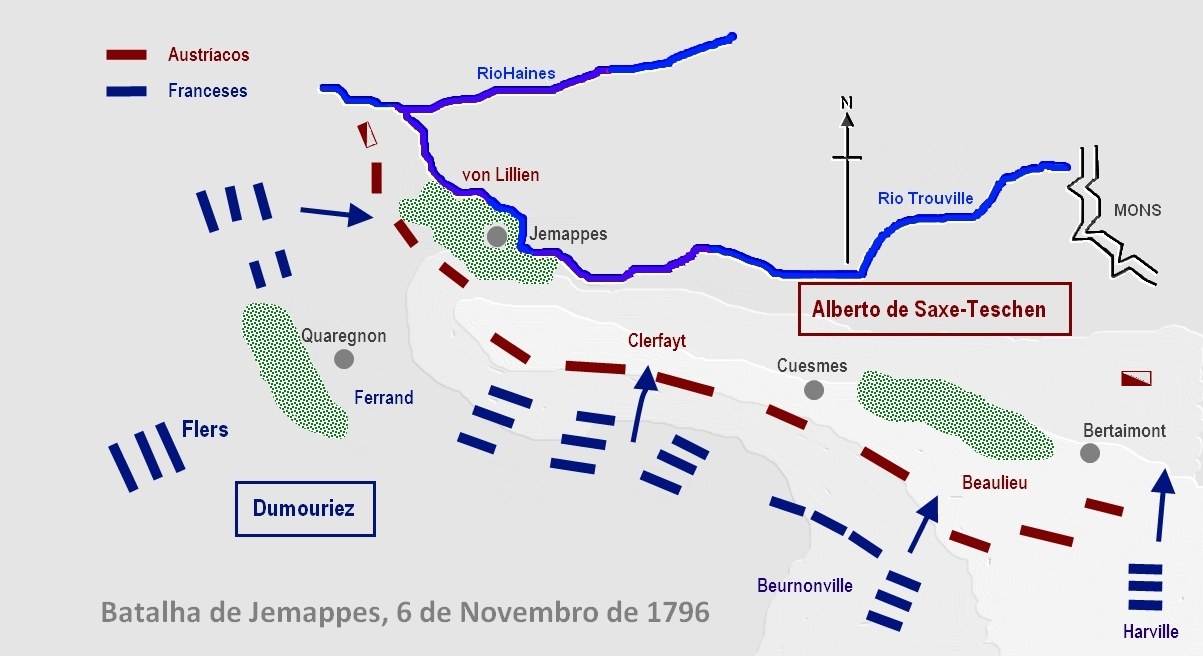
Esquema da batalha de Jemappes. Actualmente o terreno encontra-se alterado pelo tecido urbano

O ataque começou com a preparação de artilharia, entre as 07h00 e as 10h00, com a finalidade de enfraquecer as defesas inimigas, ao amanhecer do dia 6 de Novembro. Após a preparação, foram iniciados os ataques sobre os flancos mas nenhuma delas obteve os efeitos esperados. Ao meio dia, Dumouriez lançou um ataque geral ao longo de quase toda a linha. Quando foi obtido algum sucesso, como a ala de Beurnonville, o contra-ataque da cavalaria austríaca obrigou as tropas francesas a retirar. Os comandantes franceses conseguiram reagrupar as tropas e foi lançado um novo ataque.
O General Egalité formou a sua infantaria numa coluna cerrada e capturou a linha de alturas em Cuesmes. As forças francesa também tiveram sucesso em Jemappes e algumas tropas foram depois enviadas para atravessar o Haines e atacar os Austríacos a partir de uma posição à retaguarda. Assim, toda a direita austríaca foi forçada a retirar em direcção a Mons. O mesmo fizeram as tropas do centro austríaco, que não conseguiram recuperar a linha de alturas de Cuesmes. Apenas a ala esquerda austríaca se manteve no terreno e resistiu o tempo suficiente para permitir a retirada das outras forças. No fim retiraram tal como os restantes corpos. As tropas francesas estavam demasiado cansadas para possibilitar uma operação de perseguição.
Estas acções foram executadas de acordo com o Manual de 1791 que preconizava uma combinação da linha e da coluna. A linha, com três fileiras de profundidade, era utilizada para tirar o máximo partido do fogo e para o assalto contra um inimigo que dispunha as suas forças em campo aberto. A coluna era utilizada para a aproximação e a carga de baioneta contra posições fortificadas.
Os Austríacos sofreram 305 mortos e 513 feridos. 413 dos seus homens foram aprisionados e também perderam 5 bocas de fogo de artilharia. A maior parte das baixas austríacas ficaram a dever-se à utilização das granadas anti-pessoal (metralha) pelos Franceses. Estes sofreram 650 mortos e 1 300 feridos. Apesar da sua superioridade numérica, os Franceses não conseguiram impedir os Austríacos de escaparem.
A vitória na Batalha de Jemappes permitiu aos Franceses controlarem os Países Baixos Austríacos. Mons rendeu-se sem oferecer luta e Dumouriez permaneceu aí até ao dia 12 de Novembro. Dois dias mais tarde entrou em Bruxelas.